# Bota (okręg Bacău)
Bota – wieś w Rumunii, w okręgu Bacău, w gminie Ungureni. W 2011 roku pozostawała niezamieszkana.